# Wavertree (barco)
El Wavertree  es un barco histórico construido en 1885, ubicado en Nueva York, Nueva York. El Wavertree se encuentra inscrito  en el Registro Nacional de Lugares Históricos desde el 13 de junio de 1978.  Oswald, Mordaunt & Co. diseñó Wavertree.

## Ubicación
El Wavertree se encuentra exhibido como buque museo dentro del condado de Nueva York en las coordenadas 40°42′20″N 74°00′10″O / 40.705556, -74.002778.